# Leidschendam
Leidschendam é uma cidade e ex-municipalidade da província da Holanda do Sul, nos Países Baixos.
Ao lado de Voorburg e Stompwijk, é parte da municipalidade de 
Leidschendam-Voorburg.